# میسون پلاملی
میسون پلاملی (انگلیسی: Mason Plumlee؛ زادهٔ ۵ مارس ۱۹۹۰) بازیکن بسکتبال اهل ایالات متحده آمریکا است.
از باشگاه‌هایی که در آن بازی کرده‌است می‌توان به پورتلند تریل بلیزرز، بسکتبال مردان دوک بلو دولز، بروکلین نتس، و دنور ناگتس اشاره کرد.
وی در مسابقات کشوری و بین‌المللی در مجموع برندهٔ ۱ مدال طلا، ۱ مدال نقره شده‌است.